# Yamazaki Kento
Yamazaki Kento (山﨑 賢人 (Sơn Kỳ Hiền Nhân) sinh ngày 07 tháng 9 năm 1994 tại Itabashi, Tokyo) là một diễn viên và người mẫu Nhật Bản. Anh xuất hiện lần đầu vào năm 2010 và hoạt động dưới công ty Stardust Promotion.

## Hoạt động nghệ thuật

### Truyền hình
| Năm  | Tựa Việt                   | Tựa đề Anh/Việt                     | Tựa đề Nhật                   | Vai diễn         | Nhà đài  | Ghi chú   | Ref           |
| ---- | -------------------------- | ----------------------------------- | ----------------------------- | ---------------- | -------- | --------- | ------------- |
| 2010 |                            | Leregnomin ba Kento                 | 熱海の捜査官                  | Shin'ya Shijima  | TV Asahi | [ 3 ]     |               |
| 2010 | Đứa trẻ nhân bản           | Clone Baby                          | クローンベイビー              | Jotaro           | TBS      | [ 4 ]     |               |
| 2011 |                            | Runaways: For Your Love             | ランナウェイ~愛する君のために | Panda            | TBS      | [ 5 ]     |               |
| 2012 | Những nữ giáo viên hắc ám  | Miss Double Faced Teacher           | 黒の女教師                    | Yasuda Shunsuke  | TBS      | [ 6 ]     |               |
| 2013 | Nữ sinh trung học 35 tuổi  | The 35 Year-Old High school Student | 35歳の高校生                  | Akutsu Ryo       | NTV      | [ 7 ]     |               |
| 2014 |                            | Team Batista 4: Raden Meikyu        | チーム・バチスタ4 螺鈿迷宮    | Sakuranomiya Aoi | Fuji TV  | [ 8 ]     |               |
| 2014 | Đầu gấu bóng nước          | Water Polo Yankees                  | 水球ヤンキース                | Mifune Ryuji     | Fuji TV  | [ 9 ]     |               |
| 2014 | Yếu nhưng vẫn có cửa thắng |                                     | 弱くても勝てます              | Kōki Ebato       | NTV      | [ 10 ]    |               |
| 2015 |                            | Mare                                | まれ                          | Kontani Keita    | NHK      | Asadora   | [ 11 ]        |
| 2015 | Quyển sổ thiên mệnh        | Death Note                          | デスノート                    | L                | NTV      | Vai chính | [ 12 ]        |
| 2015 | Bên bờ biển xanh           | Eternal Us Sea Side Blue            | 永遠のぼくらsea side blue     | Nagata Taku      | NTV      |           | Drama Special |
| 2016 | Có một người tôi yêu       |                                     | 好きな人がいること            | Kanata Shibasaki | Fuji TV  | Vai chính | [ 13 ]        |
| 2017 | Lục vương                  | Rikuō                               | 陸王                          | Daichi Miyazawa  | TBS      | [ 14 ]    |               |
| 2018 | Nụ hôn tử thần             | Kiss that Kills                     | トドメの接吻                  | Ōtarō Dōjima     | NTV      | Vai chính | [ 15 ]        |
| 2018 | Bác sĩ nhân ái             | Good Doctor                         | グッド ドクター               | Shindou Minato   | Fuji TV  | Vai chính |               |
| 2020 | Thế giới không lối thoát   | Alice in Borderland                 | 今際の国のアリス              | Arisu Ryouhei    | Netflix  | Vai chính |               |

### Điện ảnh
| Năm  | Tựa đề                                                                | Vai diễn           | Đạo diễn         | Ghi chú   | Tham khảo |
| ---- | --------------------------------------------------------------------- | ------------------ | ---------------- | --------- | --------- |
| 2011 | Control Tower                                                         | Kakeru             | Takahiro Miki    | Vai chính | [ 16 ]    |
| 2012 | The Wings of the Kirin                                                | Tatsuya Sugino     | Nobuhiro Doi     | [ 17 ]    |           |
| 2012 | Another                                                               | Koichi Sakakibara  | Takeshi Furusawa | Vai chính | [ 18 ]    |
| 2012 | The Chasing World 3                                                   | Suguru             | Mari Asato       | Vai chính | [ 19 ]    |
| 2012 | The Chasing World 5                                                   | Suguru             | Mari Asato       | [ 20 ]    |           |
| 2012 | Kyō, Koi o Hajimemasu                                                 | Nishiki Hasegawa   | Takeshi Furusawa | [ 21 ]    |           |
| 2013 | Jinx!!!                                                               | Yusuke Nomura      | Naoto Kumazawa   | [ 22 ]    |           |
| 2014 | Tình yêu học trò                                                      | Shūsei Kugayama    | Taisuke Kawamura | Vai chính | [ 23 ]    |
| 2015 | Không còn là nữ chính                                                 | Rita Terasaka      | Tsutomu Hanabusa | Vai chính | [ 24 ]    |
| 2015 | Orange                                                                | Kakeru Naruse      | Kōjirō Hashimoto | Vai chính | [ 25 ]    |
| 2016 | Lời nói dối tháng tư                                                  | Kōsei Arima        | Takehiko Shinjō  | Vai chính | [ 25 ]    |
| 2016 | Lang nữ và hoàng tử hắc ám                                            | Kyouya Sata        | Ryūichi Hiroki   | Vai chính | [ 25 ]    |
| 2016 | Yo-kai Watch: Soratobu Kujira to Double no Sekai no Daibōken da Nyan! | King Enma          | Shinji Ushiro    | [ 25 ]    |           |
| 2017 | Tình bạn một tuần                                                     | Yūki Hase          | Shōsuke Murakami | Vai chính | [ 25 ]    |
| 2017 | JoJo's Bizarre Adventure: Diamond Is Unbreakable Chapter I            | Josuke Higashikata | Takashi Miike    | Vai chính | [ 26 ]    |
| 2017 | The Disastrous Life of Saiki K.                                       | Kusuo Saiki        | Yūichi Fukuda    | Vai chính | [ 25 ]    |
| 2017 | Hyouka: Forbidden Secrets                                             | Hōtarō Oreki       | Mari Asato       | Vai chính | [ 25 ]    |
| 2018 | A Forest of Wool and Steel                                            | Naoki Tomura       | Kōjirō Hashimoto | Vai chính | [ 25 ]    |
| 2019 | Kingdom                                                               | Shin               | Shinsuke Sato    | Vai chính |           |
| 2020 | Wotaku ni Koi wa Muzukashii                                           | Hirotaka           | Yūichi Fukuda    | Vai chính | [ 27 ]    |

### Sách ảnh
- Yamazaki Kento "You Are Here"(Genzaichi) (Wani Books, 27 Tháng 3 2014)
- The Kentos (Tokyo News Service, 17 Tháng 12 2014) ISBN 9784863364462[28]

## Giải thưởng và đề cử
| Năm  | Giải thưởng                                | Phim           | Hạng mục                     | Kết quả   |
| ---- | ------------------------------------------ | -------------- | ---------------------------- | --------- |
| 2016 | Giải Viện Hàn lâm Nhật Bản lần thứ 39      | Orange         | Gương mặt mới của năm        | Đoạt giải |
| 2016 | Giải thưởng phim Hochi lần thứ 41          |                | Nghệ sĩ mới xuất sắc nhất    | Đề cử     |
| 2018 | Japan Drama Academy lần thứ 96             | Todome no Kiss | Nam diễn viên chính xuất sắc | Đề cử     |
| 2018 | Television Drama Academy Awards lần thứ 98 | Good Doctor    | Nam diễn viên chính xuất sắc | Đoạt giải |
| 2019 | iQIYI Scream Night 2019                    |                | Diễn viên xuất sắc Châu Á    | Đoạt giải |